# Andreiașu de Jos
Andreiașu de Jos – wieś w Rumunii, w okręgu Vrancea, w gminie Andreiașu de Jos. W 2011 roku liczyła 549 
mieszkańców.